# Renaud Dutreil
Renaud Dutreil (ur. 12 czerwca 1960 w Chambéry) – francuski menedżer i polityk, były minister i parlamentarzysta.

## Życiorys
W 1981 ukończył studia filozoficzne na École normale supérieure, w 1989 został absolwentem socjologii na École nationale d’administration.
W 1994 po raz pierwszy został posłem do Zgromadzenia Narodowego, obejmując mandat jako zastępca zmarłego deputowanego André Rossiego. W 1997 i w 2002 skutecznie ubiegał się o reelekcję.
Od 1994 do 2006 zasiadał w radzie departamentu Aisne, od 1995 do 2008 był radnym miejskim w Charly-sur-Marne. Należał do Unii na rzecz Demokracji Francuskiej, z której przeszedł do Unii na rzecz Ruchu Ludowego. W 2006 został sekretarzem generalnym Partii Radykalnej, afiliowanej przy UMP.
Po utworzeniu w 2002 rządu Jean-Pierre’a Raffarina powołano go na stanowisko sekretarza stanu ds. małego biznesu. W 2004 wszedł w skład rządu jako minister służb publicznych i reform. Po utworzeniu gabinetu Dominique’a de Villepin powierzono mu kierowanie ministerstwem handlu. Urząd ten sprawował do 2007, kiedy to nowym premierem został François Fillon.
W wyborach parlamentarnych w tym samym roku ponownie wybrano go na posła z Reims. Zrezygnował z działalności politycznej (składając mandat w Zgromadzeniu Narodowym) we wrześniu 2008, kiedy to został dyrektorem filii koncernu LVMH (największego światowego producenta dóbr luksusowych) w Nowym Jorku i jego przedstawicielem na Amerykę Północną.